# São Lourenço da Serra
São Lourenço da Serra é um município do estado de São Paulo, na Microrregião de Itapecerica da Serra, Zona Sudoeste da Região Metropolitana de São Paulo, em conformidade com a lei estadual nº 1.139, de 16 de junho de 2011 e, consequentemente, com o Plano de Desenvolvimento Urbano Integrado da Região Metropolitana de São Paulo (PDUI) e ao Vale do Ribeira. A população estimada para 1.º de julho de 2020 era de 15 978 habitantes e a área é de 186,456 km².

## História
A história de São Lourenço da Serra tem início no século XVIII, época do Brasil colônia e do movimento das bandeiras que desbravavam os sertões em busca de ouro, pedras preciosas e índios para escravizar. Os bandeirantes seguiam sempre os caminhos fluviais que permitia ligar o norte ao sul e o leste ao oeste, e deixavam caminhos abertos para jesuítas e colonos formarem aldeias. A partir de agosto e setembro de 1562, respectivamente, foram instalados na região os postos de Embu e Itapecerica.
O núcleo de população indígena aumentou muito com a vinda dos índios da aldeia Carapicuíba, trazidos por Afonso Sardinha e doutrinados por Belchior de Pontes. Seguindo o rastro dos bandeirantes, chegaram os jesuítas que iniciaram com os índios o trabalho de catequização e o ensino da técnica do plantio. Esse lugar, hoje, é a divisa de São Lourenço da Serra com Itapecerica da Serra, bairro chamado Aldeinha. Em meados de século XIX, chegaram à região dois caçadores, Manuel Soares de Borba e Manuel Mendes Rodrigues, que encontraram jesuítas e uma capela construída em honra de São Lourenço no local da antiga aldeia abandonada por seus colonos em virtude da febre do ouro.
A terra era boa para a lavoura e para as pastagens e os dois resolveram se estabelecer com suas famílias e dividiram as terras entre si. Passaram a cultivar milho, feijão, cana-de-açúcar e mandioca, fizeram um pomar e construíram uma moenda para produção de açúcar preto e um monjolo. Iniciaram a criação de gado leiteiro, de porco, de galinhas e de cavalos e ampliaram de tal forma as possibilidades de vida daquele lugar, que precisaram buscar parentes e amigos para se estabelecerem em lotes doados e construir novas casas.
O vilarejo crescia e tornou-se necessário aumentar também seu campo de trabalho. Partiram, então, para a produção e o comércio do carvão, levado para Santo Amaro com outras mercadorias e trocadas por café, arroz, açúcar, sal, remédios e tecidos. Com o passar do tempo, as duas fazendas originais foram se transformando em um vilarejo inicialmente chamado "Vilarejo dos Borbas". Depois, seu nome foi mudado para Bairro de São Lourenço da Serra.
Nessa época já havia uma estrada que vinha de Itapecerica, passava pela Aldeinha e seguia até Juquitiba, e São Lourenço se caracterizava como local de ruas de terra cheias de carros de bois, tropas e tropeiros, em busca de descanso e mantimentos para prosseguir suas viagens.
A partir de 1900, o bairro recebeu novos habitantes, se desenvolveu e estabeleceu uma atividade comercial própria. O resultado dessa expansão territorial do desenvolvimento econômico, com a exploração de metais e outras atividades, foi a criação do distrito de São Lourenço da Serra em 30 de dezembro de 1953, do município de Itapecerica da Serra, com território desmembrado do distrito-sede e dos distrito de Embu-Guaçu e Juquitiba. Apenas em 30 de dezembro de 1991 adquiriu autonomia política administrativa.
Com uma população de cerca de 7 mil habitantes na região, em 1991, foi realizado um plebiscito pedindo a emancipação da região. A maioria dos moradores votaram a favor da emancipação mas a Assembleia legislativa de São Paulo negou o pedido. Então em 12 de março de 1992, São Lourenço foi finalmente emancipada. A palavra "da Serra" foi acrescentada ao final do nome em homenagem a cidade mãe (Itapecerica da Serra) tornando-se São Lourenço da Serra.

### Formação territorial-administrativa
Histórico da formação do município:
- Distrito criado com sede no povoado de São Lourenço, no município de Itapecerica da Serra pela Lei nº 2.456, de 30/12/1953.
- Município criado pela Lei nº 7.664, de 30/12/1991.

## Geografia

### Limites
Seus limites são Cotia a noroeste e norte, Itapecerica da Serra a norte, Embu-Guaçu a leste, Juquitiba a sudoeste e Ibiúna a oeste, também inclui-se a região do Vale do Ribeira.

### Clima
O clima do município, como em toda a Região Metropolitana de São Paulo, é subtropical. Verão pouco quente e chuvoso. Inverno ameno e subseco. A média de temperatura anual gira em torno dos 18 °C, sendo o mês mais frio julho (média de 14 °C) e o mais quente fevereiro (média de 22 °C). O índice pluviométrico anual fica em torno de 1.400 mm.
As temperaturas podem atingir mínimas próximas a zero grau nos meses de junho/julho, com formação de geada.

### Vegetação

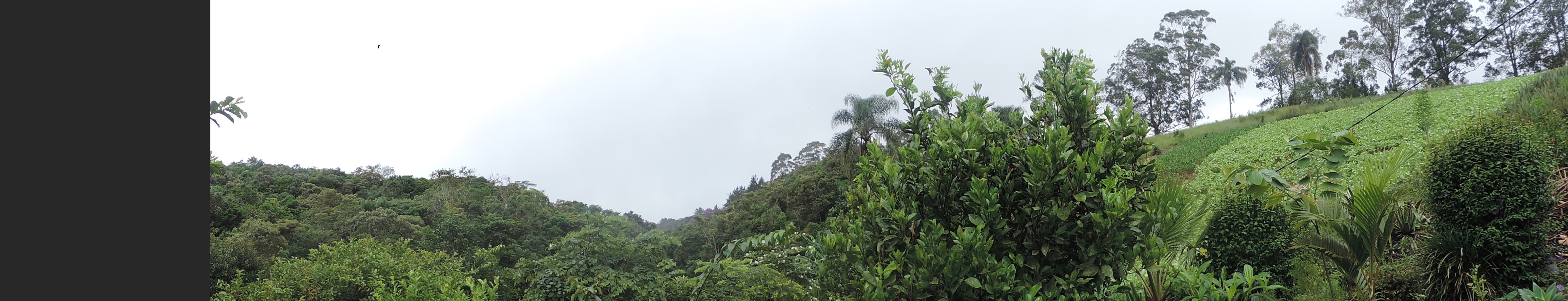
Barrinha, São Lourenço da Serra.

A flora nativa, riquíssima e sob enorme ameaça, é composta pela chamada Mata Atlântica, com ipês, bambus, cedros, imbuias e, principalmente, os manacás-da-serra (Tibuchina mutabilis; Família Melastomataceae) com flores de início alvas que chegam ao lilás em três dias, sem perfume. Nas áreas mais degradadas resistem as palmeiras Syagrus romanzoffiana que produzem coquinhos comidos por pássaros e mamíferos. Essas espécies são ocupadas por um sem número de orquídeas, sendo provavelmente a mais comum e conhecida a Chuva de Ouro, Oncidium, largamente extraída pelos antigos caboclos, para venda nas estradas e nas feiras de Santo Amaro, SP.
Espécies exóticas, como eucaliptos e pinus de muitas variedades ocupam as partes mais próximas às rodovias. O bambu Dendrocalamus giganteus, de origem asiática e introduzido pelos portugueses aparece em muitas das propriedades do município.

### Fauna
Na fauna, aparecem animais pequenos e furtivos como o rato-da-taquara Kannabateomys amblyonyx, um mamífero da ordem dos roedores e da família Echimyidae. Apesar do nome popular, ele não é exatamente um rato, como o rato comum, encontrado nas casas, e outros roedores da família Muridae. Tanto que, em inglês, os equimiídeos são chamados de rat-like rodents (roedores semelhantes a ratos), já que pertencem a outro grupo taxonômico: ao contrário dos ratos de casas, pertencentes à subordem dos Myomorpha, o rato-da-taquara figura na subordem Caviomorpha, a mesma de capivaras, pacas e preás. Tal animal foi anotado pela primeira vez em 1997, pelo biólogo Bruno Luiz Bonfá, morador do município.
Se faz presente também o esquilo Caxinguelê ou Serelepe, chamado pelos índios de Acutipuru que significa Cutia Enfeitada. Os escravos vindos da África deram a ele o nome de Caxinguelê, que significa Bicho Pequeno, e este tornou-se seu nome mais comum, além de outro, que é Serelepe. Embora seja um ilustre desconhecido da maioria das pessoas, é muito comum em todo litoral em áreas de Mata Atlântica. Sendo muito discreto, passa despercebido na maioria das vezes. O ninho do Serelepe é um buraco no tronco da árvore. Ao contrário do esquilo Norte-Americano, o brasileiro nunca hiberna. A fêmea quando muda de casa, muitas vezes carrega os filhotes cuidadosamente pela pele do pescoço. Na sua dieta estão os duros coquinhos da palmeira Syagrus romanzoffiana, muito comum na região, cujo nome popular é jerivá.

### Hidrografia
- Rio São Lourenço

## Demografia
| Crescimento populacional                             | Crescimento populacional | Crescimento populacional | Crescimento populacional |
| Ano                                                  | População Total          |                          | %±                       |
| ---------------------------------------------------- | ------------------------ | ------------------------ | ------------------------ |
| 2000                                                 | 12 199                   |                          | —                        |
| 2010                                                 | 13 973                   |                          | 14,5%                    |
| 2022                                                 | 16 067                   |                          | 15,0%                    |
| Est. 2024                                            | 16 458                   | [ 9 ]                    | 2,4%                     |
| Fontes: Censos Demográficos IBGE e Estimativas SEADE |                          |                          |                          |

### Religião
O cristianismo se faz presente na cidade da seguinte forma: Pela Igreja Católica, a cidade faz parte da Diocese de Campo Limpo.

## Infraestrutura

### Comunicações
O sistema de telefones automáticos foi inaugurado na cidade em 1977 pela Telecomunicações de São Paulo (TELESP), que também implantou o sistema de discagem direta à distância (DDD) em 1977 com o código de área (011). Antes a cidade era atendida pela Companhia de Telecomunicações do Estado de São Paulo (COTESP).

### Rodovias
- BR-116 (SP-230)